# Pivare
Pivare es una aldea de Croacia en el ejido del municipio de Stara Gradiška, condado de Brod-Posavina. Es la aldea más pequeña de la municipalidad de Stara Gradiška. Se encuentra ubicada a 6 km al noreste de esa localidad.

## Geografía
Pivare se encuentra a lo largo de la margen del río Sava, a 1 km al oeste de Stara Gradiška, una altura de 89 metros sobre el nivel del mar. Está a 137 km de la capital croata, Zagreb. 

## Historia
De acuerdo a datos históricos, Pivare es el asentamiento más antiguo de la municipalidad.
El monumento de la parroquia de Stara Gradiška menciona el asentamiento de Pivare en este contexto:
"Antes de Leopoldo I de Habsburgo, Rey de Hungría, éste lugar, donde se ahora encuentra una fortaleza, no estaba poblado, y en la distancia de una hora, desde la fortaleza hacia el este, por encima de la Cervecería, en donde una vez se encontraba la Cervecería Grande, ahora se encuentra una colina pequeña que, en aquél entonces se llamaba Sotanos Griegos o Casas Griegas.Ahí estaba poblado con los habitantes que se ocupaban de la mercancía y para poder defenderse se fortalecen por un lado con ésta colina que se encontraba al lado de la segunda parte del río Starča y por otro lado se fortalecen únicamente con un terraplén y un cerco simple. Éste lugar lo nombraron «La Ciudad Pequeña» (Gradić)".
En el año 1991, durante la Guerra de Croacia, fue sede de combates. Fue ocupada el 16 de septiembre por tropas del JNA. En octubre de 1991, las tropas yugoslavas abandonaron la aldea debido a las inundaciones del río Sava, y después de un tiempo volvió a estar bajo el control de las fuerzas croatas.

## Demografía
En el censo 2021 el total de población de la localidad de Pivare fue de 20 habitantes.
| Asentamiento | 1857 | 1869 | 1880 | 1890 | 1900 | 1910 | 1921 | 1931 | 1948 | 1953 | 1961 | 1971 | 1981 | 1991 | 2001 | 2011 | 2021 |
| ------------ | ---- | ---- | ---- | ---- | ---- | ---- | ---- | ---- | ---- | ---- | ---- | ---- | ---- | ---- | ---- | ---- | ---- |
| Pivare       | -    | -    | -    | -    | 135  | 143  | 150  | 130  | 155  | 141  | 143  | 117  | 65   | 46   | 23   | 17   | 20   |